# Василько Стефан Олександрович
Стефан Василько фон Серетський (нім. Stephan Wassilko von Serecki; *10 червня 1869, Берегомет — †31 серпня 1933) — представник баронської гілки румунізованого руського роду Васильків на Буковині, який отримав титул графа. Перший командант Гуцульсько-Буковинського Легіону ландверу.

## Біографія
Народився 10 червня 1869 року в селищі Берегомет Герцогство Буковина у родовому маєтку Васильків фон Серетських.

### Родовід
Батько Александру фрайгерр Василько фон Серетський (1827—1893) — представник руського боярського роду, який зволощився ще за часів Молдавського князівства. Маршалок Буковинського крайового сейму (1870—1871), (1884—1892).

Мати: Катерина фон Флондор — представниця заможного волоського боярського роду.

Брати: Георгій Василько фон Серетський (1864—1940) — Маршалок Буковинського крайового сейму (1904—1911); Олександр Василько фон Серетський (1871—1920); Віктор Василько фон Серетський (1872—1934).

Дружина: Роза фон Красс (1869—1950) — донька Буковинського крайового президента Франца фон Краусса.

Донька: Зоя Василько фон Серетська (1897—1978) — відомий австрійський парапсихолог та астролог.
Троюрідним братом Стефана Василька був Микола фон Василько — видатний український політичний діяч і дипломат.

### Професійна діяльність
Середню освіту здобув у Чернівецькій вищій гімназії. Після відповідної професійної військової підготовки 22 вересня 1890 року був зарахований лейтенантом резерву в 9 ц.к. драгунський полк Ойґена фон Піретта де Бігаіна.

Після цього навчався у Віденському університеті, де здобув докторський ступінь з права.

Згодом працював в органах державної влади у повітових та окружній управах. Після одруження 3 травня 1894 року з Розою Краупф, дістав призначення до Відня на посаду заступника представника Міністерства внутрішніх справ Цислейтанії при Центральній статистичній комісії. Потім став окружним комісаром у Чернівцях. 
У 1909 році разом із донькою Зоєю перейшов з православного обряду в римо-католицький з нагоди святкування 60-ліття правління Його Величності. Того ж року йому присвоєно звання і чин секційного радника з податковими пільгами, 1 грудня 1915 на тих самих умовах — міністерського радника. Від 1 червня 1914 року міністр внутрішніх справ призначив його на посаду радника секції графа Карла фон Лодрона-Латерано замість заступника в Міністерській комісії з сільськогосподарських операцій у Міністерстві сільського господарства. 

## Перша світова війна
З початком Першої світової війни пішов добровольцем на фронт. Дістав призначення у сформований за участи троюрідного брата Миколи фон Василька Руський Гуцульський добровольчий батальйон як командант у званні оберлейтенанта. Основні бойові дії, в яких брав участь разом з підрозділом, відбувались на Буковині, зокрема в районі «Чернівці-Раранча-Топорівці». 9 травня 1915 під Раранчею важко поранений в обидві ноги і відправлений у військовий госпіталь в Сату-Маре (Сучава). Незважаючи на проведених п'ять операцій, через загрозу зараження крові ампутовано ліву ногу, у зв'язку з чим полишив військову службу. 
У газеті «Буковина» (04.06.1915) було опубліковано «Повідомлення про поранення командира Легіону Гуцульських Стрільців Стефана Василька», в якому зазначалося: «Д-р барон Стефан Василько-Серецкий, хоробрий командант наших Гуцульских Стрільців, ранений, як відомо, тяжко в битві коло Чернівців шрапнелем і трома вистрілами з карабіну в обі нозі, мусів піддати ся у Відни операції, при якій відтято єму ліву ногу, бо грозило затроєнє крови. Стан здоровля барона Василька ще грізний. Із щирого серця бажають своєму улюбленому провідникови Гуцульскі Стрільці, а з ними усі бук.[ковинські] українці, якнайскоршого виздоровліня».
Нагороджений Хрестом Військової Заслуги 2-го ступеня та Залізним хрестом 2-го ступеня на біло-чорній стрічці (Імператорський дозвіл на носіння від 23 січня 1916 р.).  Командант бригади, в якій числився батальйон фон Василька, оберстлейтенант Деніла Папп, написав: «D. Stephan Freiherr von Wassilko-Serecki був старшиною гуцульської сотні з кінця лютого 1915 року. 9 травня 1915 року в бою під Раранче, коли він повів свою роту в контратаку на ворога, що проник на базу і значно просунувся вперед, він був поранений першим, проявивши надзвичайну відвагу».
20 листопада 1917 року отримав звання капітана (у відставці).  
1 червня 1918 року кайзер нагородив його Лицарським хрестом австрійсько-імперського ордена Леопольда за його заслуги на посаді радника міністрів у Міністерстві внутрішніх справ. 19 грудня 1905 р. Стефан був удостоєний титулу імператорського камергера, а вищою резолюцією від 29 серпня 1918 в Екарцау (диплом від 19 жовтня у Відні) цісар Карло за вірність імперії та особисту жертву титулував його графом. Родина Стефана Василька стала єдиною з румунів Австро-Угорщини, удостоєною такого титулу. 

## Післявоєнний період
Після війни він залишився в Австрії, оскільки можливості для лікування там були набагато ефективнішими, але часто відвідував батьківщину і свою сім'ю. Більшу частину свого часу він присвятив написанню книг «Міст», які неодноразово перевидавалися.
Після війни в основному присвятив себе родині і написанню книжок, окремі з яких на думку фахівців були доволі успішними проектами.

Зокрема:

Auktions-Bridge, Manz-Verlag, Wien Leipzig, 1919, 115 Seiten

Auktions-Bridge und Kontrakt-Bridge, Manzsche Verlags- und Universitäts-Buchhandlung, Wien Leipzig 1926, 138 Seiten

Kontrakt-Bridge Platfond, Manz-Verlag, Wien Leipzig, 1928 völlig umgearbeitete Ausgabe, 193 Seiten

Kontrakt-Bridge Platfond mit amerikanischer Zählung Manz-Verlag, Wien Leipzig, 4. neubearbeitete und erweiterte Ausgabe, 1930, 259 Seiten
Помер 31 серпня 1933 в місті Зальцбург Австрійська Республіка. Могила на цвинтарі в Ґрінцінґу (Відень) поряд з могилами дружини і дочки.

## Галерея

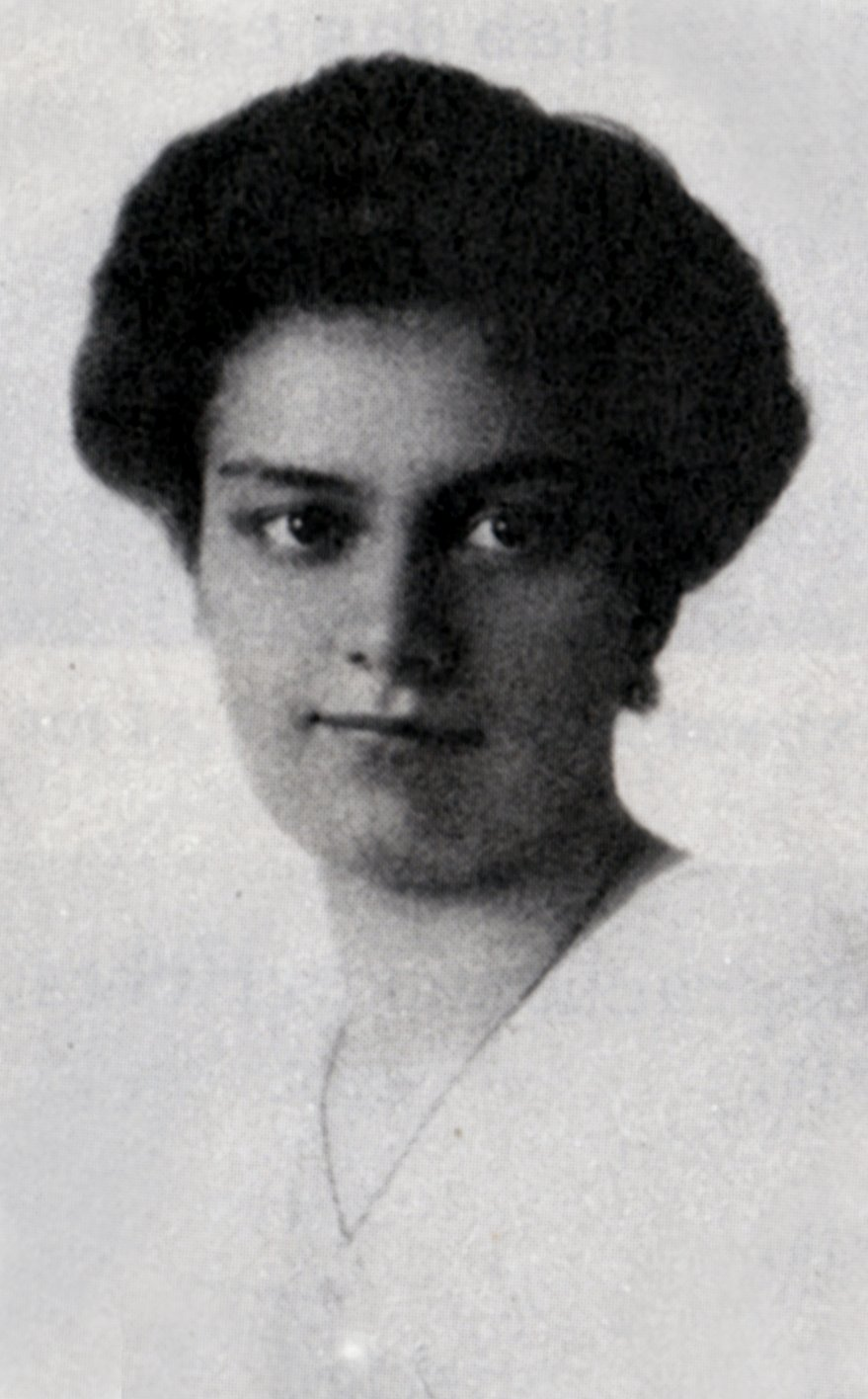
Донька:Зоя Василько фон Серетська (1916)
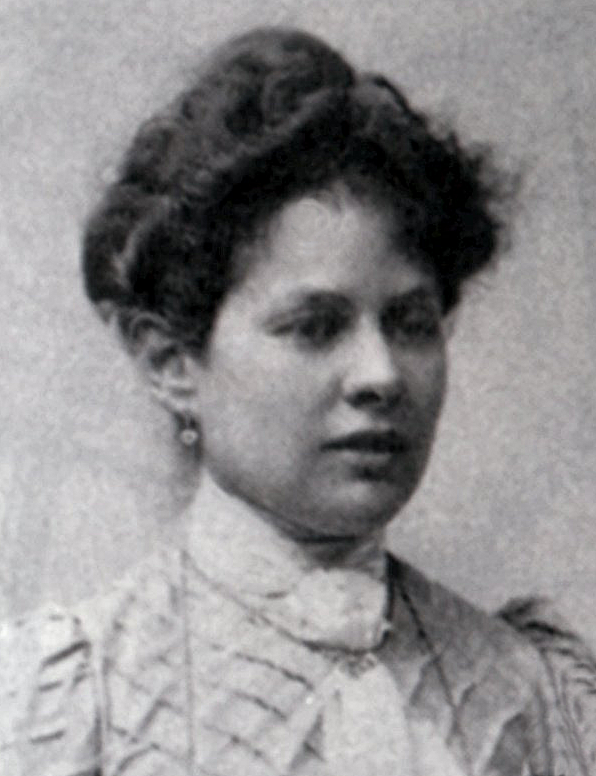
Дружина: Роза фон Красс (1900)
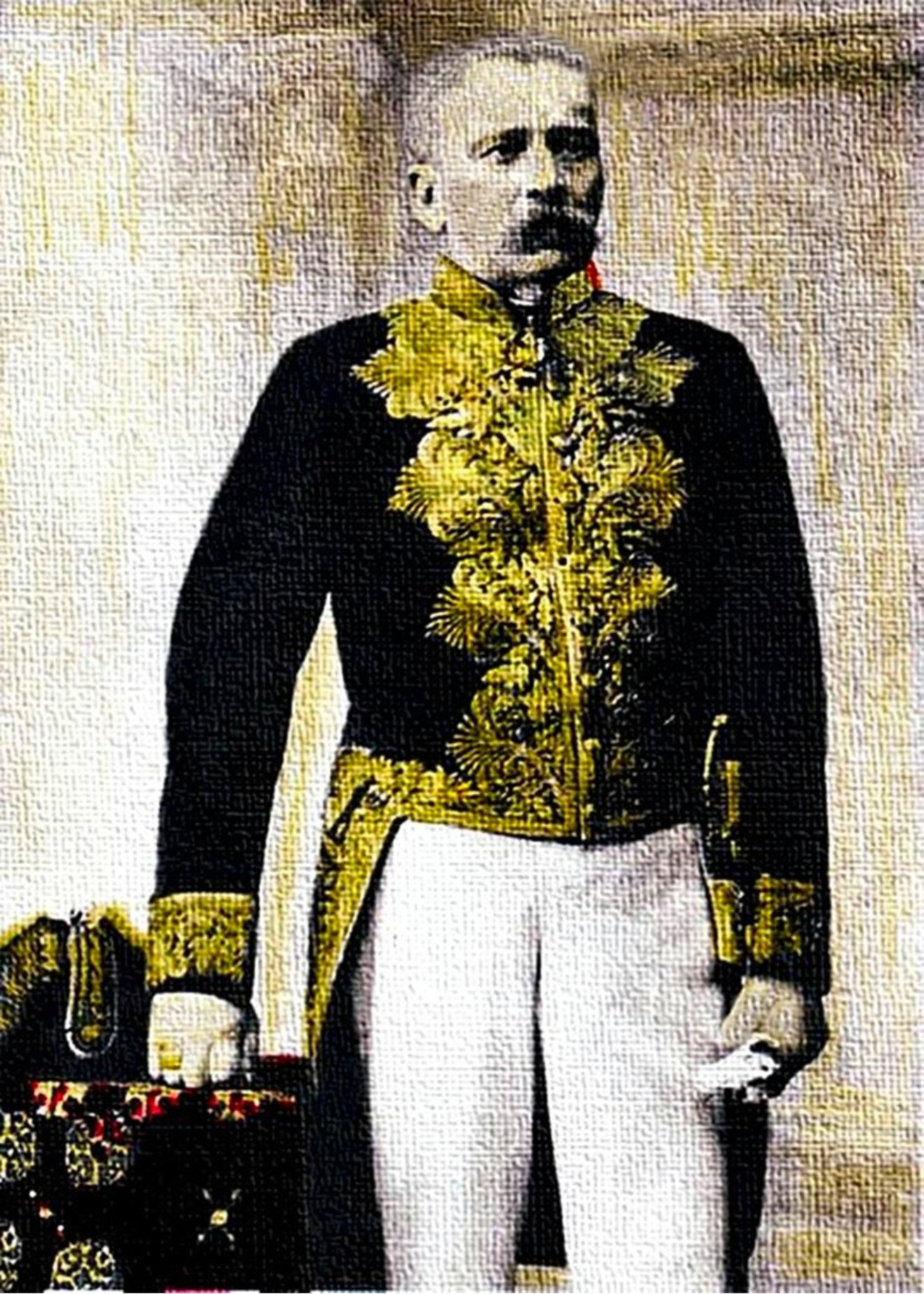
Батько: Олександр Васи́лько фон Серетський (1870)
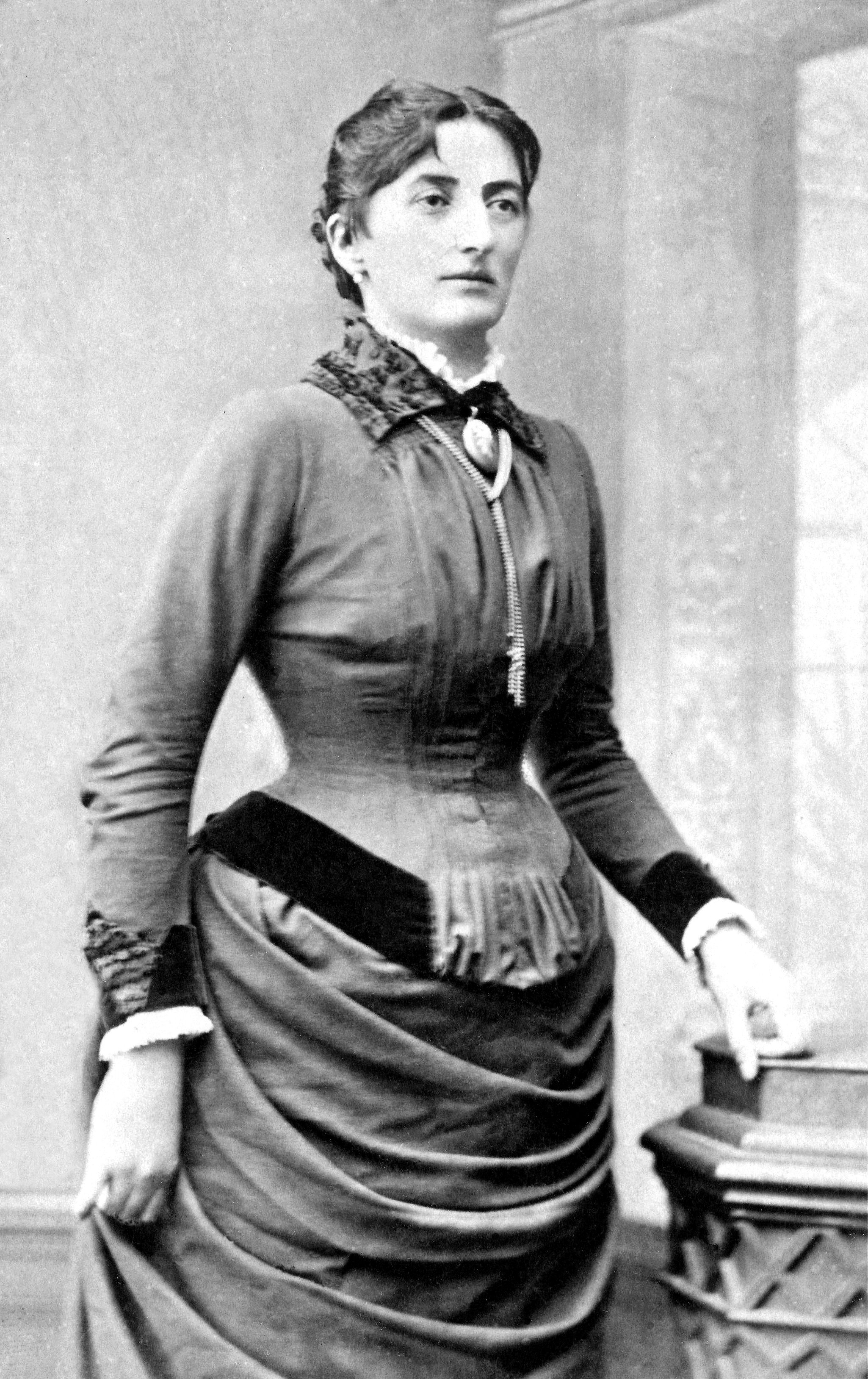
Мати: Катерина фон Флондор (1870)
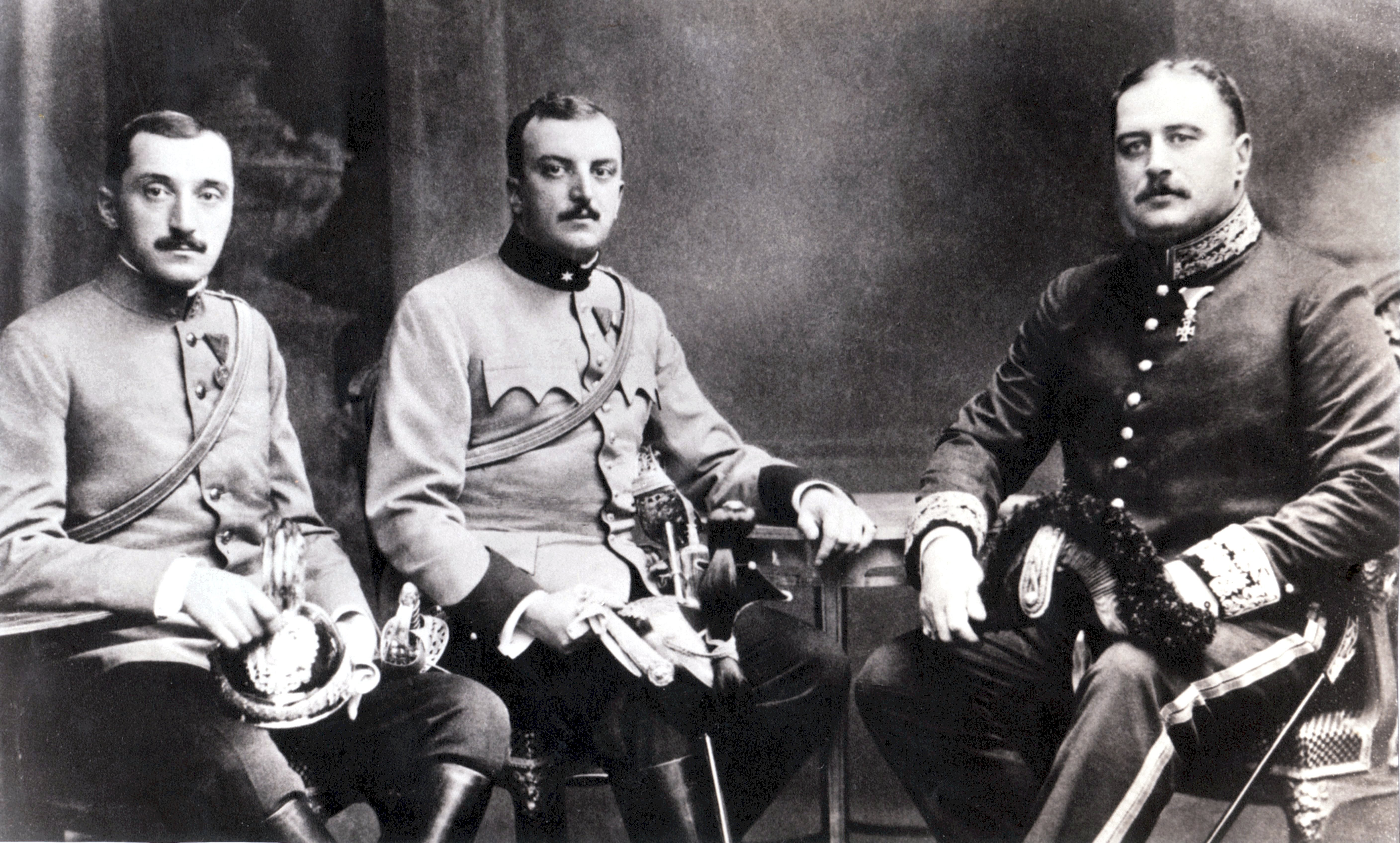
Брати Олександр, Стефан та Георг Васи́льки фон Серетські (1905)
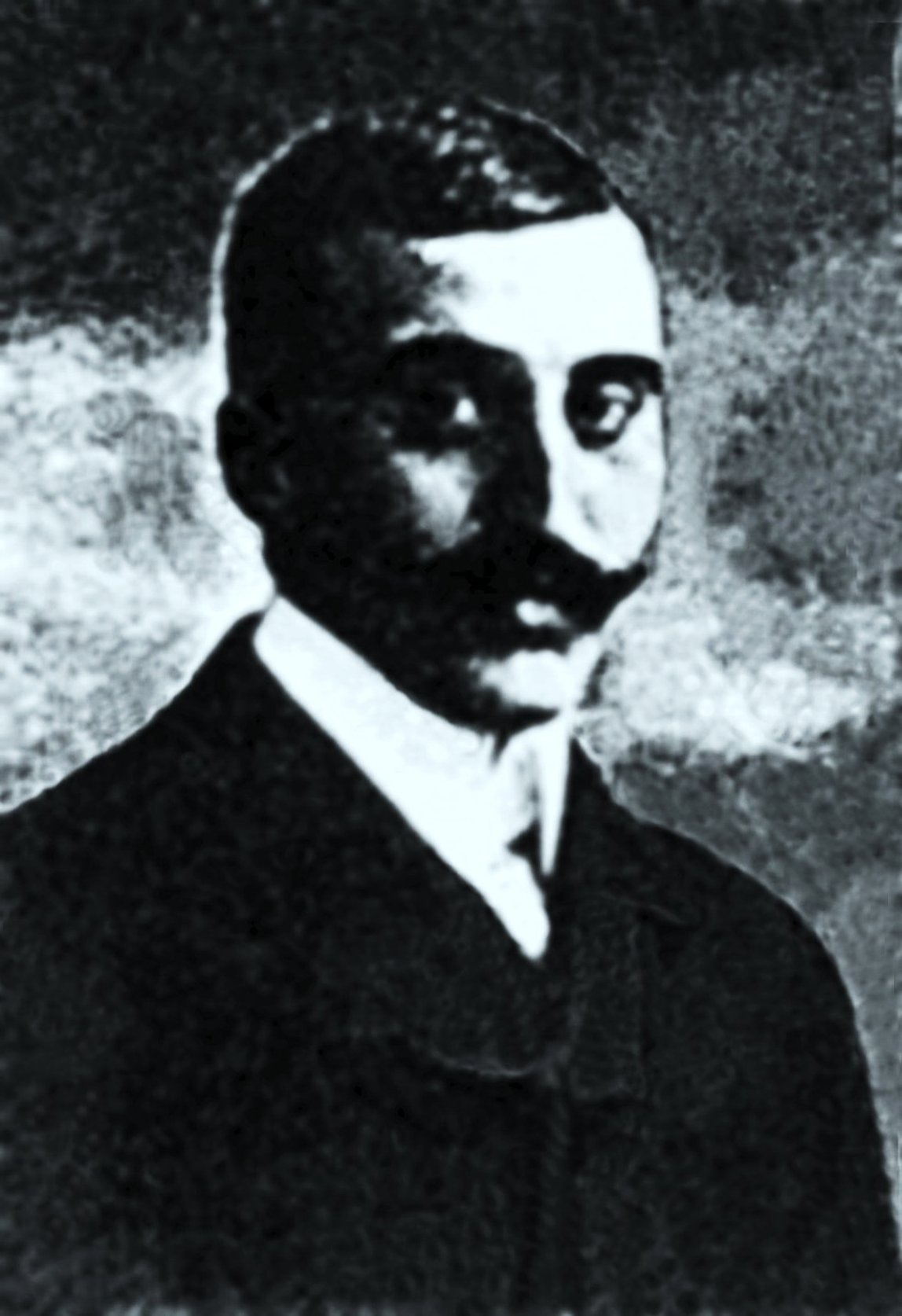
Брат: Віктор Василько фон Серетський (1885)
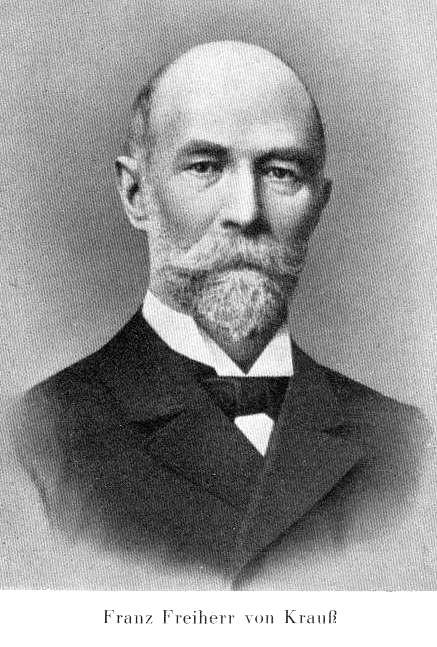
Тесть: Франц фон Красс (1910)
Кузен Микола фон Василько (1906)

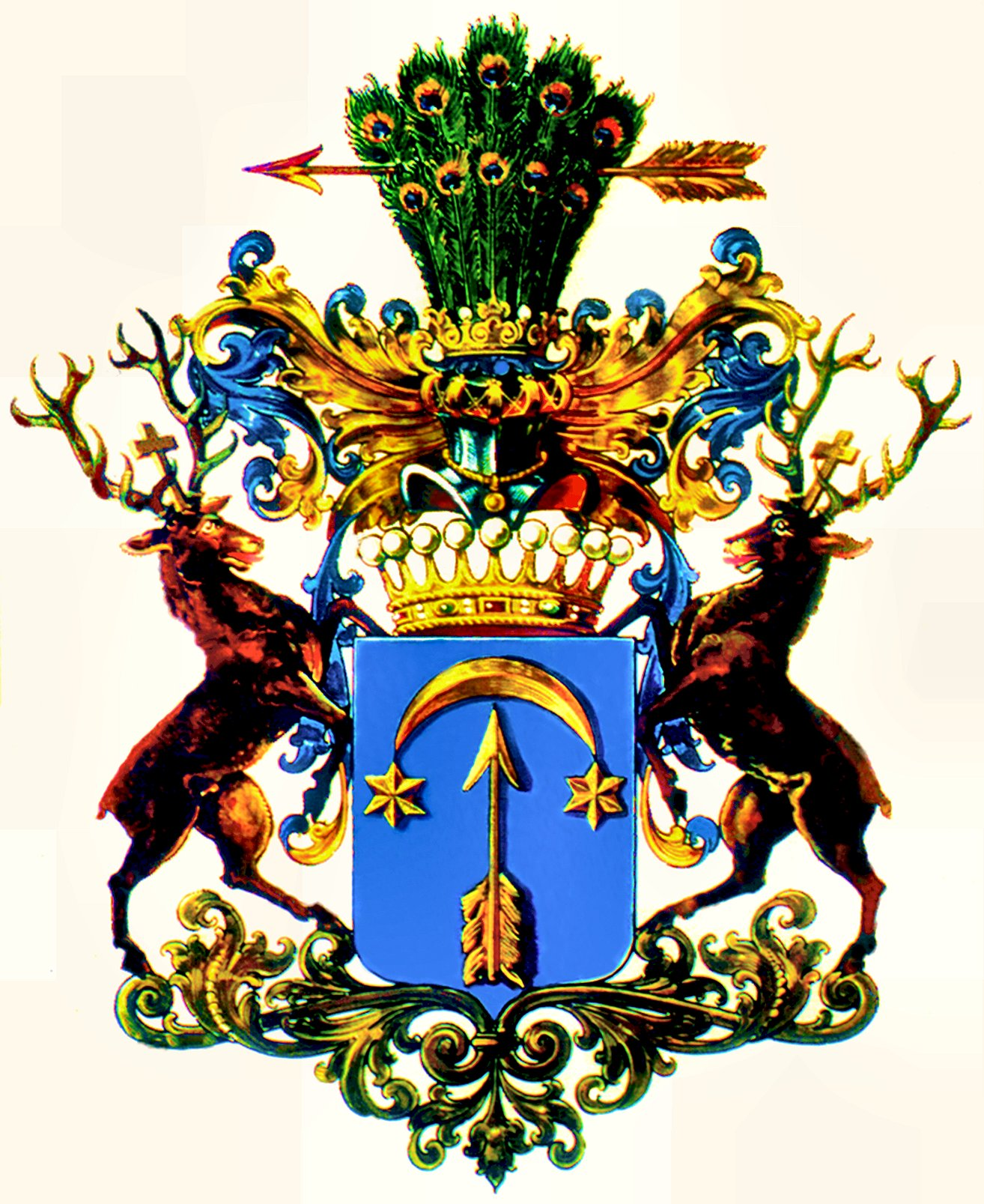
Герб Васильків графів фон Серетських
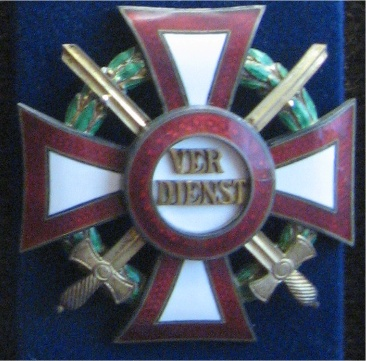
Хрест «За військові заслуги»
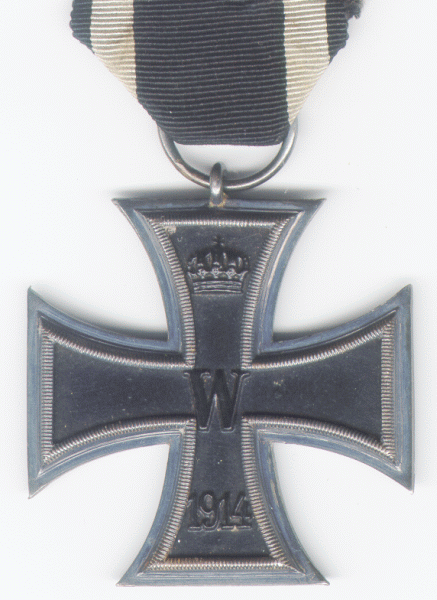
«Залізний Хрест»